# Аднаниты
Аднани́ты (аднани́ды) (араб. عدنانيون‎, ’адна́нийюн) — «арабизированные» или «ставшие арабами» арабы (араб аль-муста’риба), потомки Аднана, который ведёт свой род от Пророка Исмаила (Измаила сына Авраама  из Святого Писания Старой Церкви). 
Считается, что Сыны Аднана мигрировали на Аравийский полуостров и уже там подверглись арабизации, в отличие от кахтанитов, которые считаются «изначальными», «первобытными», «чистыми» арабами, «арабскими арабами» (араб аль-ариба).
По родовым и народным преданиям Аднана было два сына — ’Ак и Маад. Самым распространёнными и известными аднанитскими родами являются потомки Сыновей (Бану) Низара ибн Маада: Бану Ияд ибн Низар, Бану Анмар ибн Низар, Бану Раби’а ибн Низар и Бану Мудар ибн Низар.
- Бану Ияд ибн Низар (араб. بنو إياد بن نزار‎). Примерно в III веке потомки Ияда ибн Низара проживали в Тихаме, но после того, как Бану Мудар овладели всей полнотой власти в Мекке, Бану Ияд ибн Низар мигрировали в окрестности Куфы в Ираке и в другие уголки Аравийского полуострова.
- Бану Раби’а ибн Низар (араб. بنو ربيعة بن نزار‎). Как и другие потомки Низара, Бану Раби’а обитали в Мекке и в области Тихама в Хиджазе. Но затем между бану Раби’а и племенем Куда’а произошёл конфликт и они были вынуждены переселиться в Неджд и область Бахрейн, а затем в Ирак и на территорию современной Турции (Диярбакыр от ар. Дияр Бану Бакр).
- Бану Мудар ибн Низар (араб. بنو مضر بن نزار‎). Потомки Мудара изначально обитали в Мекке, затем распространились в сторону Евфрата, стали проживать в Харране, Ракке, Суруче. Бану Мудар известно тем, что именно из этого племени вёл свою родословную пророк Мухаммед.